# Owocojad malutki
Owocojad malutki (Pipreola chlorolepidota) – gatunek małego ptaka z rodziny bławatnikowatych (Cotingidae), występujący w północno-zachodniej części Ameryki Południowej. Nie wyróżnia się podgatunków. Gatunek najmniejszej troski.

## Występowanie i biotop
Występuje w północno-zachodniej części Ameryki Południowej (południowa Kolumbia, Ekwador, Peru). Zasiedla wilgotne lasy tropikalne na wschodnich zboczach i u podnóża Andów, zwykle poniżej 1000 m n.p.m., maksymalnie do 1500 m n.p.m.

## Morfologia
Długość ciała około 12–13 cm; masa ciała jednej samicy 31 g, jednego samca 28 g. Upierzenie zielone z żółto-pomarańczowym gardłem. Dziób czerwonawy. Samica z żółtym prążkowaniem na spodzie ciała.

## Ekologia i zachowanie

### Tryb życia
Spotykany samotnie lub w parach – widywany także w towarzystwie innych ptaków.

### Pożywienie
Pokarm stanowią jagody i owoce oraz bezkręgowce.

### Lęgi
Okres lęgowy trwa przez cały rok. Do gniazda w kształcie czarki, zbudowanego z mchu nisko nad ziemią, samica składa prawdopodobnie 2 jaja.

## Status
Międzynarodowa Unia Ochrony Przyrody (IUCN) uznaje owocojada malutkiego za gatunek najmniejszej troski (LC – Least Concern) od 2022 roku; wcześniej, od 1988 był uznawany za gatunek bliski zagrożenia (NT – Near Threatened). Liczebność populacji nie została oszacowana, ale ptak ten opisywany jest jako rzadki i rozmieszczony plamowo. Trend liczebności populacji uznawany jest za spadkowy z powodu utraty siedlisk.